# Liste de jeux PlayStation 3

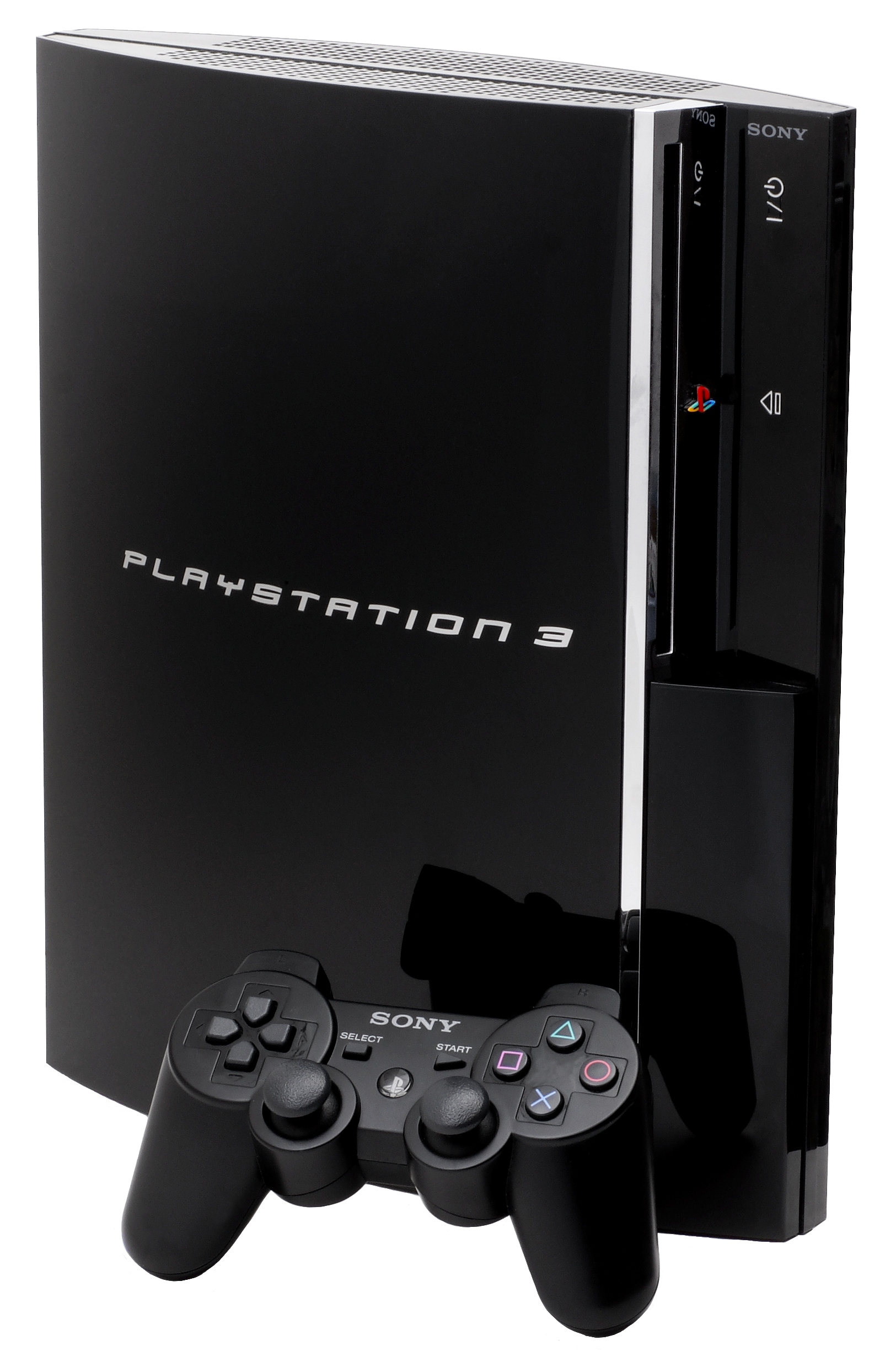
La console PlayStation 3 de Sony.

La liste de jeux PlayStation 3 répertorie les jeux vidéo disponibles sur la console PlayStation 3, toutes régions confondues. Elle n'inclut pas la liste de jeux PlayStation Network ni la liste de jeux PS1 téléchargeable sur PS3.
Remarques:
- Certains des jeux nommés ci-dessous sont encore en développement et peuvent donc changer de nom ou être annulés.
- Par souci de cohérence avec le reste de Wikipédia en français, il est utile de mettre les appellations françaises si le jeu possède un titre francophone.

Légende :
- (Exclu) = indique son exclusivité à la PlayStation 3.
- (compatible PSM) = indique si le jeu est compatible PlayStation Move.
- (M) = indique si le jeu est jouable à plusieurs en réseau via le PlayStation Network.
- J  = sorti uniquement au Japon
- O = sorti uniquement en occident

- Haut – A
- B
- C
- D
- E
- F
- G
- H
- I
- J
- K
- L
- M
- N
- O
- P
- Q
- R
- S
- T
- U
- V
- W
- X
- Y
- Z

## 0-9
- 007 Legends
- 007: Quantum of Solace
- 2nd Super Robot Wars Original Generation J
- 3D Dot Game Heroes (Exclu)
- 4 Fantastiques et le Surfer d'Argent, Les
- 428: Fūsa Sareta Shibuya de J
- 50 Cent: Blood on the Sand (M)

## A
- A Boy and His Blob
- À la croisée des mondes : La Boussole d'or
- Aaru's Awakening
- AC/DC LIVE: Rock Band (M)
- Absolute Supercars (Exclu)
- Abyss Odyssey
- Ace Combat: Assault Horizon (M)
- Ace Combat Infinity (Exclu) (M)
- Actua Golf 3
- Actua Tennis
- Adidas miCoach
- Adventure Time: Explore le Donjon et Pose Pas de Question !
- Adventure Time : Finn et Jake mènent l'enquête
- Adventure Time : Le Secret du Royaume Sans Nom
- Aegis of Earth
- AFL Live
- AFL Live 2
- Afrika (Exclu)
- After Burner Climax
- Afro Samurai
- After Hours Athletes (Exclu)
- Agarest: Generations of War
- Agarest: Generations of War 2
- Agarest: Generations of War Zero
- L'Âge de Glace 3 : Le Temps des Dinosaures
- L'Âge de Glace 4 : La Dérive des Continents - Jeux de l'Arctique
- Agency, The
- Air Conflicts: Pacific Carriers
- Air Conflicts: Secret Wars
- Air Conflicts: Vietnam
- Akatsuki no Goei Trinity J (Exclu)
- AKB1/149 Ren'ai Sōsenkyo J
- Akiba's Trip: Undead and Undressed
- Alice : Retour au pays de la folie
- Alien Rage
- Alien Spidy
- Alien: Isolation
- Aliens vs. Predator (M)
- Aliens: Colonial Marines
- All-Pro Football 2K8 (M)
- Alone in the Dark: Inferno
- Alpha Protocol
- Altered Beast
- Amazing Spider-Man, The
- Amazing Spider-Man 2, The
- Anarchy Reigns
- Angels Online J (Exclu)
- Angel Senki J
- Angry Birds
- Angry Birds Star Wars
- Angry Birds Trilogy
- Anomaly: Warzone Earth
- Another Century's Episode: R J (Exclu)
- Apache: Air Assault
- Ape Escape (compatible PSM)
- Aquanaut's Holiday: Hidden Memories J (Exclu)
- Aquapazza: Aquaplus Dream Match J
- Ar nosurge: Ode to an Unborn Star (Exclu)
- Ar tonelico Qoga : Knell of Ar Ciel (Exclu)
- Arc the Lad III
- Arcadias no Ikusahime J (Exclu)
- Arcana Heart 3
- Arcana Heart 3: Love Max!!!!!
- Arcania: The Complete Tale
- Arkanoid Returns
- Armored Core 4 (M)
- Armored Core: For Answer (M)
- Armored Core V (M)
- Armored Core: Verdict Day (M)
- Army of Two (M)
- Army of Two : Le 40e Jour (M)
- Army of Two : Le Cartel du diable (M)
- Arthur et la Vengeance de Maltazard
- Ashes Cricket 2009 (M)
- Assassin's Creed
- Assassin's Creed Brotherhood (M)
- Assassin's Creed Revelations (M)
- Assassin's Creed II
- Assassin's Creed III (M)
- Assassin's Creed III: Liberation HD (M)
- Assassin's Creed IV Black Flag (M)
- Assassin's Creed Rogue (M)
- Asura's Wrath
- Atelier Ayesha: The Alchemist of the Dusk
- Atelier Escha and Logy: Alchemists of the Dusk Sky (Exclu)
- Atelier Meruru: The Apprentice of Arland
- Atelier Rorona: The Alchemist of Arland
- Atelier Shallie: Alchemists of the Dusk Sea
- Atelier Sophie: The Alchemist of the Mysterious Book (en) - J
- Atelier Totori: The Adventurer of Arland
- Auditorium
- Aventures de Tintin, Les : Le Secret de La Licorne
- Awesomenauts

## B
- BackBreaker
- Badland
- Baja: Edge of Control (M)
- Bakugan Battle Brawlers
- Bakugan: Defenders of the Core
- Band Hero
- BandFuse: Rock Legends
- Baroque
- Batman: Arkham Asylum
- Batman: Arkham City
- Batman: Arkham Collection
- Batman: Arkham Origins
- Batman: The Telltale Series
- Battle Fantasia
- Battle vs. Chess
- Battlefield 3 (M)
- Battlefield 4 (M)
- Battlefield 1943
- Battlefield Hardline (M)
- Battlefield: Bad Company (M)
- Battlefield: Bad Company 2 (M)
- Battleship
- Bayonetta
- Beijing 2008
- Beat Sketcher (compatible PSM)
- Beatles, The: Rock Band (M)
- Bejeweled 2
- Ben 10 Ultimate Alien: Cosmic Destruction
- Berserk and the Band of the Hawk
- Beyond: Two Souls
- Big Sky Infinity
- BIGS, The
- BIGS 2, The
- Binary Domain
- Bionic Commando
- Bionic Commando Rearmed
- Bionic Commando Rearmed 2
- BioShock
- BioShock 2 (M)
- BioShock 2 : L'Antre de Minerve
- BioShock 2 : Les Épreuves de protecteur
- BioShock Infinite
- Bit.Trip Presents Runner 2: Future Legend of Rhythm Alien
- Black Knight Sword
- BlackSite (M)
- Blade Arcus from Shining
- Blades of Time
- Bladestorm: La Guerre de Cent Ans
- Blast Factor
- BlazBlue: Calamity Trigger (M)
- BlazBlue: Central Fiction
- BlazBlue: Continuum Shift (M)
- BlazBlue: Continuum Shift Extend (M)
- BlazBlue: Chrono Phantasma
- BlazBlue: Chrono Phantasma Extend (M)
- Blazing Angels: Squadrons of WWII (M)
- Blazing Angels 2: Secret Missions of WWII (M)
- Bleach: Soul Resurrección
- Blitz: The League II (M)
- Blood Knights
- Blood Stone 007 (M)
- BloodRayne: Betrayal
- Bloody Roar 4
- Blue Toad Murder Files(compatible PSM)
- Blur (M)
- Bodycount (M)
- Bomberman Fantasy Race
- Bonk: Brink of Extinction
- Book of Unwritten Tales 2, The
- Borderlands (M)
- Borderlands 2 (M)
- Borderlands: The Pre-Sequel
- Bound by Flame
- Braid
- Brink (M)
- Brothers in Arms: Hell's Highway (M)
- Brothers: A Tale of Two Sons
- Brunswick Pro Bowling (compatible PSM)
- Brütal Legend (M)
- Bulletstorm (M)
- Bureau, The: XCOM Declassified
- Burnout Paradise (M)
- Buzz! Le plus malin des Français
- Buzz! Quiz TV
- Buzz! Quiz World
- Buzz! The Ultimate Music Quiz (compatible PSM)

## C
- Cabela's Adventure Camp
- Cabela's Dangerous Hunts 2009
- Cabela's Dangerous Hunts 2010
- Cabela's Dangerous Hunts 2011(compatible PSM)
- Cabela's Outdoor Adventures
- Caladrius Blaze J
- Call of Duty 3 : En marche vers Paris (M)
- Call of Duty 4: Modern Warfare (M)
- Call of Duty Classic
- Call of Duty: Advanced Warfare (M)
- Call of Duty: Black Ops (M)
- Call of Duty: Black Ops II (M)
- Call of Duty: Black Ops III (M)
- Call of Duty: Ghosts (M)
- Call of Duty: Modern Warfare 2 (M)
- Call of Duty: Modern Warfare 3 (M)
- Call of Duty: World at War (M)
- Call of Juarez: Bound in Blood (M)
- Call of Juarez: Gunslinger
- Call of Juarez: The Cartel (M)
- Calling All Cars!
- Captain America : Super Soldat
- Captain Morgane and the Golden Turtle
- Carnival Island (PSM)
- Carrier Command: Gaea Mission
- Cars : La Coupe internationale de Martin
- Cars: Race-O-Rama (M)
- Cars 2
- Cars 3 : Course vers la victoire
- Cartoon Network : Le Choc des héros (M)
- Castle Crashers
- Castlevania: Harmony of Despair
- Castlevania: Lords of Shadow
- Castlevania: Lords of Shadow - Mirror of Fate
- Castlevania: Lords of Shadow 2
- Castlevania: Symphony of the Night
- Catherine
- Cave, The
- Cel Damage
- Chaotic: Shadow Warriors
- Chat potté, Le
- Child of Eden
- Child of Light
- Chime
- Chronicles of Riddick, The: Assault on Dark Athena (M)
- Chrono Trigger
- Cipher Complex
- Civilization Revolution
- Clive Barker's Jericho
- Cloudberry Kingdom
- Club, The (M)
- Colin McRae: Dirt (M)
- Colin McRae: Dirt 2 (M)
- College Hoops 2K7 (M)
- College Hoops 2K8 (M)
- Colony Wars
- Command and Conquer : Alerte rouge
- Command and Conquer : Alerte rouge 3 (M)
- Conan
- Condemned 2: Bloodshot (M)
- Conflict: Denied Ops (M)
- Confrontation
- Counter-Strike: Global Offensive (M)
- Constructor
- Cosmophony
- Costume Quest
- Costume Quest 2
- Counter-Strike: Global Offensive
- CounterSpy
- Coupe du monde de la FIFA : Afrique du Sud 2010
- Coupe du monde de la FIFA : Brésil 2014
- Crash Time 4: The Syndicate
- Crash Time 5: Undercover
- Crazy Taxi
- Cross Edge
- Crysis
- Crysis 2 (M)
- Crysis 3 (M)
- Crystal Defenders
- Cuboid
- Cursed Crusade, The
- Cyber Troopers Virtual-On: Operation Moongate

## D
- Daikōkai Jidai Online: Cruz del Sur
- Damnation (M)
- DanceStar Party (compatible PSM)
- DanceStar Party Hits (compatible PSM)
- Dance Dance Revolution (compatible PSM)
- Dante's Inferno
- Dark Eye, The: Demonicon
- Darkness, The
- Darkness II, The
- Darksiders
- Darksiders II
- Dark Sector (M)
- Dark Souls
- Dark Souls 2
- Dark Void
- Data-Fly
- DC Universe Online
- de Blob 2 (compatible PSM)
- Dead Island (M)
- Dead Island: Riptide (M)
- Dead or Alive 5 (M)
- Dead Rising 2 (M)
- Dead Rising 2: Off the Record (M)
- Dead Space
- Dead Space 2 (M)
- Dead Space 3 (M)
- Dead Space Extraction (compatible PSM)
- Dead To Rights : Retribution (M)
- Deadliest Catch : Sea of Chaos (compatible PSM)
- Deadly Premonition
- Def Jam: Icon
- Defiance
- Demon's Souls (Exclu)
- Destiny (M)
- Destroy All Humans! En route vers Paname ! (M)
- Deus Ex: Human Revolution
- Devil May Cry 4
- Devil May Cry: HD Collection
- Diablo 3
- Digimon All-Star Rumble
- Dirt 3
- Dirt: Showdown
- Disgaea 3: Absence of Justice
- Disgaea 4: A Promise Unforgotten
- Disgaea D2
- Dishonored
- DJ Hero (M)
- DJ Hero 2 (M)
- DmC: Devil May Cry
- Doom 3 BFG Edition
- Double Clutch (J)
- Dragon Age: Origins
- Dragon Age: Origins - Awakening
- Dragon Age 2
- Dragon Age: Inquisition
- Dragon Ball: Raging Blast (M)
- Dragon Ball: Raging Blast 2 (M)
- Dragon Ball Z: Burst Limit (M)
- Dragon Ball Z: Ultimate Tenkaichi (M)
- Dragon Ball Xenoverse
- Dragons
- Dragons 2
- Dragon's Dogma
- Dragon's Lair[1]
- Drakengard 3
- Driver: San Francisco (M)
- DuckTales Remastered
- Duke Nukem Forever (M)
- Dungeon Hunter: Alliance (compatible PSM)
- Dungeon Siege III
- Dust 514
- Dynasty Warriors 6
- Dynasty Warriors 7
- Dynasty Warriors 8
- Dynasty Warriors: Gundam
- Dynasty Warriors: Gundam 2
- Dynasty Warriors: Gundam 3
- Dynasty Warriors: Gundam 4
- Dynasty Warriors: Strikeforce

## E
- EA Active 2
- EA Create (compatible PSM)
- Earth No More (M)
- Eat Lead: The Return of Matt Hazard
- Echochrome II (compatible PSM) (Exclu)
- Edge of Twilight
- El Shaddai: Ascension of the Metatron
- Enchanted Arms
- Enemy Territory: Quake Wars (M)
- Enslaved: Odyssey to the West
- Eternal Sonata
- EveryBody Dance
- EveryBody Dance 2
- Everybody's Golf 5
- Evil Within, The
- Experts: Complot à Las Vegas, Les
- Eye of Judgment, The
- EyePet (Exclu)
- EyePet Move Edition (compatible PSM) (Exclu)
- EyePet and Friends (Exclu)

## F
- F1 2010
- F1 2011
- F1 2012
- F1 2013
- F1 2014
- F1 Race Stars
- Facebreaker
- Fairy Fencer F
- Fairytale Fights
- Faith and a .45
- Fallout 3
- Fallout: New Vegas
- Far Cry 2
- Far Cry 3 (M)
- Far Cry 4 (M)
- Farming Simulator
- Farming Simulator 15
- FEAR (M)
- FEAR 2: Project Origin (M)
- FEAR 3 (M)
- Ferrari Challenge: Trofeo Pirelli
- FIFA 08 (M)
- FIFA 09 (M)
- FIFA 10 (M)
- FIFA 11 (M)
- FIFA 12 (M)
- FIFA 13 (M) (compatible PSM)
- FIFA 14 (M) (compatible PSM)
- FIFA 15 (M)
- FIFA 16 (M)
- FIFA 17 (M)
- FIFA 18 (M)
- FIFA 19 (M)
- FIFA Street 3 (M)
- Fight Night: Round 3
- Fight Night: Round 4
- Fight Night Round Champion
- Final Fantasy XIII
- Final Fantasy XIII-2
- Final Fantasy XIV (M)
- Fist of the North Star: Ken's Rage
- Fist of the North Star: Ken's Rage 2
- Flight Control HD (compatible PSM)
- FlOw (Exclu)
- Flower (Exclu)
- Folklore
- Formula One Championship Edition
- Fracture
- Free Realms
- Fritz
- Front Mission Evolved
- Fuel
- Full Auto 2: Battlelines
- Fuse

## G
- G1 Jockey 4 2007
- G1 Jockey 4 2008
- Gal Gun - J (compatible PSM)
- Genji: Days of the Blade
- Get Fit With Mel B(compatible PSM)
- G.I. Joe : Le Réveil du Cobra
- God of War III (Exclu)
- God of War: Ascension (M) (Exclu)
- God of War Collection (Exclu)
- God of War Collection Volume II (Exclu)
- Golden Axe: Beast Rider
- Gothic 4
- Gran Turismo 5 Prologue (Exclu)
- Gran Turismo 5 (Exclu) (M)
- Gran Turismo 6 (Exclu) (M)
- Grand Theft Auto IV (M)
- Grand Theft Auto: Episodes from Liberty City (M)
- Grand Theft Auto: Liberty City Stories
- Grand Theft Auto: Vice City Stories
- Grand Theft Auto: San Andreas
- Grand Theft Auto V (M)
- Grande Aventure Lego, La, le jeu vidéo
- Guitar Hero 5 (M)
- Guitar Hero 3: Legends of Rock (M)
- Guitar Hero: Aerosmith (M)
- Guitar Hero: Greatest Hits
- Guitar Hero: Metallica (M)
- Guitar Hero 4: World Tour (M)
- Guitar Hero 6: Warriors of Rock (M)
- Guitar Hero Live (M)

## H
- Hail to the Chimp
- Half-Life 2 [2]
- Half-Life 2: Episode One [2]
- Half-Life 2: Episode Two [2]
- Hannah Montana, le film
- Harry Potter et l'Ordre du phénix
- Harry Potter et le Prince de sang-mêlé
- Harry Potter et les Reliques de la Mort (compatible PSM)
- Hatsune Miku: Project Diva F
- Hatsune Miku: Project Diva F 2nd
- Haze (Exclu)
- Heavenly Sword (Exclu)
- Heavy Rain (Exclu)
- Heavy Rain Move Edition (compatible PSM) (Exclu)
- HEI$T
- Hellboy: The Science of Evil
- Hellion: Mystery of the Inquisition
- Heroes over Europe
- High Velocity Bowling (compatible PSM)
- Highlander
- Hitman: Absolution
- History Channel, The: Battle for the Pacific
- Hokuto Musō
- Homefront (M)
- Hot Wheels Meilleur Pilote Mondial (M)
- House of the Dead Bundle Pack, The
- Hunted: The Demon's Forge
- Hunter's Trophy 2
- Hustle Kings (compatible PSM)
- Hyperdimension Neptunia
- Hyperdimension Neptunia mk2
- Hyperdimension Neptunia Victory

## I
- I Am Alive
- Ico and Shadow of the Colossus, Classics HD (Exclu)
- IL-2 Sturmovik: Birds of Prey
- Imabi Kisō
- Incarnate
- Incredible Hulk, The
- Infamous (Exclu)
- Infamous 2 (Exclu)
- Injustice : Les Dieux sont parmi nous
- Interstellar Marines
- Iron Man
- Iron Man 2

## J
- J-Stars Victory Vs
- J-Stars Victory Vs+
- The Jak and Daxter Trilogy (Exclu)
- James Cameron's Avatar: The Game
- John Daly's ProStroke Golf (compatible PSM)
- JoJo's Bizarre Adventure: All Star Battle
- Journey (Exclu)
- Juiced 2: Hot Import Nights
- Jurassic: The Hunted
- Just Cause 2
- Just Dance 3
- Just Dance 4
- Just Dance 2014
- Just Dance 2015
- Just Dance 2016
- Just Dance 2017
- Just Dance 2018

## K
- Kane and Lynch: Dead Men
- Kane and Lynch 2: Dog Days
- Karaoke Revolution
- Karaoke Revolution: American Idol Encore
- Karaoke Revolution: American Idol Encore 2
- Katamari Forever
- Kidō Senshi Gundam: Senki Record U.C. 0081 - J
- Killzone 2 (Exclu) (M)
- Killzone 3 (Exclu) (M) (compatible PSM)
- King of Fighter XII, The (M)
- King of Fighter XIII, The (M)
- king's Quest
- Kingdom Hearts -HD 1.5 ReMIX-
- Kingdom Under Fire II
- Kingdoms of Amalur: Reckoning
- Knights Contract
- Kung Fu Panda
- Kung Fu Panda 2
- Kung Fu Rider (compatible PSM)

## L
- L.A. Noire
- La Légende de Spyro : Naissance d'un dragon
- Là-haut
- Lair
- Lara Croft and the Guardian of Light !
- Last Rebellion
- Leisure Suit Larry: Box Office Bust
- Legendary
- Légende de Beowulf, La
- Lego Batman 2: DC Super Heroes
- Lego Batman, le jeu vidéo
- Lego Harry Potter : Années 1 à 4
- Lego Harry Potter : Années 5 à 7
- Lego Indiana Jones : La Trilogie originale
- Lego Indiana Jones 2 : L'aventure continue
- Lego Le Hobbit
- Lego Le Seigneur des anneaux
- Lego Jurassic World
- Lego Marvel's Avengers
- Lego Marvel Super Heroes
- Lego Pirates des Caraïbes, le jeu vidéo
- Lego Rock Band
- Lego Star Wars : La Saga complète
- Lego Star Wars 3: The Clone Wars
- Les Schtroumpfs 2
- L'Incroyable Hulk
- Lightning Returns: Final Fantasy XIII
- Little Big Planet (Exclu)
- Little Big Planet 2 (compatible PSM) (Exclu)
- Little Big Planet 3 (Exclu)
- Little Big Planet Karting
- Lollipop Chainsaw
- Londres 2012
- Lone Survivor
- Lost : Les Disparus, le jeu vidéo
- Lost Planet: Extreme Condition
- Lost Planet 2
- Lost Planet 3

## M
- Madagascar 2
- Madagascar 3
- Madden NFL 07
- Madden NFL 08
- Madden NFL 09
- Madden NFL 10
- Madden NFL 11
- Madden NFL 12
- Madden NFL 13
- Madden NFL 25
- Madden NFL 15
- Madden NFL 16
- Mafia II
- MAG (compatible PSM) (Exclu)
- Mahjong Fight Club Japan Fight Version - J
- Mahjong Tournament IV - J
- Majin and the Forsaken Kingdom
- Major League Baseball 2K7
- Major League Baseball 2K8
- Major League Baseball 2K9
- Major League Baseball 2K10
- Major League Baseball 2K11
- Major League Baseball 2K12
- Major League Baseball 2K13
- Malicious
- Man vs. Wild
- Marvel: Ultimate Alliance
- Marvel: Ultimate Alliance 2
- Marvel Nemesis 2
- Marvel vs. Capcom 3: Fate of Two Worlds (M)
- Mass Effect
- Mass Effect 2
- Mass Effect 3
- Matchman
- Max et les maximonstres
- Max Payne 3
- Mayhem
- Medal of Honor (M)
- Medal of Honor: Airborne
- Medal of Honor: Frontline
- Medal of Honor: Warfighter
- Megazone 23 - J
- Mémoire dans la peau, La
- Men in Black: Alien Crisis
- Mercenaries 2 : L'Enfer des favelas
- Metal Gear Solid: Rising
- Metal Gear Solid 4: Guns of the Patriots (Exclu) (M)
- Metal Gear Solid V: Ground Zeroes
- Metal Gear Solid V: The Phantom Pain
- Metal Gear Solid HD Collection
- Metro: Last Light
- Michael Jackson: The Experience (compatible PSM)
- Midnight Club: Los Angeles
- Millenium Championship Paintball 2009
- Mini Ninjas
- MindJack
- Minecraft: PlayStation 3 Edition
- Minecraft: Story Mode
- Mirror's Edge
- Mission G
- Mist of Chaos
- MLB 07: The Show (Exclu)
- MLB 08: The Show (Exclu)
- MLB 09: The Show (Exclu)
- MLB 10: The Show (Exclu)
- MLB 11: The Show (Exclu)
- MLB 12: The Show (Exclu)
- MLB 13: The Show (Exclu)
- MLB 14: The Show (Exclu)
- MLB Front Office Manager (Exclu)
- Mobile Suit Gundam: Target in Sight - J
- ModNation Racers (Exclu) (M) (compatible PSM)
- Monde de Narnia, Le : Le Prince Caspian
- Moe Moe Daisensô Gendaiban ++ - J
- Monopoly : Éditions Classique et Monde
- Monster Hunter Frontier G - J
- Monster Hunter Portable 3rd HD Ver. - J
- Monster Madness: Grave Danger
- Monstres contre Aliens
- Mortal Kombat (M)
- Mortal Kombat vs. DC Universe (M)
- Mortal Kombat X (M)
- MotoGP 08
- MotoGP 09/10
- MotoGP 10/11
- MotoGP 13
- MotorStorm
- MotorStorm: Pacific Rift
- MotorStorm: Apocalypse (compatible PSM)
- Mugen Souls
- Mugen Souls Z
- Musō Orochi Z
- MX vs. ATV : Extrême Limite
- MX vs. ATV Reflex
- MX vs. ATV Alive
- MX vs. ATV Supercross
- My Summer Holiday 3

## N
- nail'd
- Naruto: Ultimate Ninja Storm
- Naruto Shippūden: Ultimate Ninja Storm 2
- Naruto Shippūden: Ultimate Ninja Storm 3
- Naruto Shippūden: Ultimate Ninja Storm Generations
- Naruto Shippūden: Ultimate Ninja Storm Revolution
- NASCAR 08
- NASCAR 09
- Nascar The Game 2011
- National Geographic Challenge !
- NatGeo Quiz! Wild Life
- Naughty Bear
- NBA 07
- NBA 08
- NBA 09: The Inside
- NBA 2K7
- NBA 2K8
- NBA 2K9
- NBA 2K10
- NBA 2K11 (compatible PSM)
- NBA 2K12
- NBA 2K13
- NBA 2K14
- NBA 2K15
- NBA 2K16
- NBA 2K17
- NBA 2K18
- NBA Ballers: Chosen One
- NBA Live 08
- NBA Live 09
- NBA Live 10
- NBA Live 14
- NBA Street Homecourt
- NCAA Basketball 09
- NCAA Football 08
- NCAA Football 09
- NCAA Football 10
- NCAA Football 11
- NCAA Football 12
- NCAA Football 13
- NCAA Football 14
- NCAA March Madness 08
- Need for Speed: Carbon
- Need for Speed: Hot Pursuit
- Need for Speed: ProStreet
- Need for Speed: Shift
- Need for Speed: Shift 2 Unleashed
- Need for Speed: The Run
- Need for Speed: Undercover
- Need for Speed: Most Wanted
- Need for Speed: Rivals
- NeverDead
- NFL Head Coach 09
- NFL Tour
- NHL 2K7
- NHL 2K8
- NHL 2K9
- NHL 2K10
- NHL 2K11
- NHL 2K12
- NHL 2K13
- NHL 08
- NHL 09
- NHL 10
- NHL 11
- NHL 12
- NHL 13
- NHL 14
- NHL 15
- Nier
- Ninja Gaiden 3 (compatible PSM)
- Ninja Gaiden Sigma
- Ninja Gaiden Sigma 2
- Ni no Kuni : La Vengeance de la sorcière céleste
- No More Heroes : Heroe's Paradise (compatible PSM)

## O
- Octodad: Dadliest Catch
- One Piece: Pirate Warriors
- One Piece: Pirate Warriors 2
- One Piece: Pirate Warriors 3
- One Piece: Unlimited World Red
- Operation Flashpoint: Dragon Rising
- Operation Flashpoint: Red River
- Outsider, The (annulée)
- Overlord: Raising Hell
- Overlord II

## P
- Pachi Para 15: Super Umi Monogatari in Okinawa 2 - J
- Pachi Para 17 Shinumi Monogatari with Agnes Lum - J
- Pac-Man et les aventures de fantômes
- Pac-Man et les Aventures de fantômes 2
- Pain (compatible PSM)
- Parrain, Le : Édition du Don
- Parrain 2, Le
- PDC World Championship Darts : Pro Tour
- Pékin 2008 (M)
- Persona 5 - J
- Pinball Hall of Fame: The Williams Collection
- Phinéas et Ferb : Voyage dans la Deuxième Dimension
- Pirates des Caraïbes : Jusqu'au bout du monde
- PixelJunk 3in1 Pack
- Planet 51
- Planet Minigolf (compatible PSM)
- Plants vs. Zombies
- Plants vs. Zombies: Garden Warfare (compatible PSM)
- PlayStation All-Stars Battle Royale (Exclu)
- PlayStation Move Heroes (compatible PSM) (Exclu)
- Portal [2]
- Portal 2 (compatible PSM)
- Power Gig : Rise of the SixString
- PowerUp Forever
- Prince of Persia
- Prince of Persia : Les Sables Oubliés
- Prince of Persia Trilogy
- Prison Break : The Conspiracy
- Pro Evolution Soccer 2008
- Pro Evolution Soccer 2009
- Pro Evolution Soccer 2010
- Pro Evolution Soccer 2011
- Pro Evolution Soccer 2012
- Pro Evolution Soccer 2013
- Pro Evolution Soccer 2014
- Pro Evolution Soccer 2015
- Pro Evolution Soccer 2016
- Pro Evolution Soccer 2017
- Pro Evolution Soccer 2018
- Pro Baseball Spirits 4
- Pro Baseball Spirits 5
- Pro Baseball Spirits 2011
- ProStroke Golf : World Tour
- Prototype
- Prototype 2
- Puppeteer
- Pure
- Pure Football

## Q
- Quantum Theory

## R
- Race Driver: GRID
- Race Driver: GRID 2
- Racket Sports (compatible PSM)
- Rage (M)
- Railfan
- Railfan: Taiwan Express
- Rain (Exclu)
- Rapala Pro Bass Fishing (compatible PSM)
- Rapala Fishing Frenzy 2009
- Rango
- Ratatouille
- Ratchet: Gladiator HD (Exclu)
- Ratchet and Clank: A Crack in Time (Exclu)
- Ratchet and Clank: All 4 One (M) (Exclu)
- Ratchet and Clank: Nexus (Exclu)
- Ratchet and Clank : Opération Destruction (Exclu)
- Ratchet and Clank: Q-Force
- Ratchet and Clank: Quest for Booty (Exclu)
- Ratchet and Clank Trilogy (M)
- Rayman Origins
- Red Dead Redemption (M)
- Red Faction: Armageddon
- Red Faction: Guerilla
- Remember Me
- Resident Evil 5 (M)
- Resident Evil 5: Gold Edition (M)(compatible PSM)
- Resident Evil 6 (M)
- Resident Evil: Operation Raccoon City (M)
- Resident Evil: Revelations (M)
- Resistance: Fall of Man (Exclu)
- Resistance 2 (Exclu)
- Resistance 3 (compatible PSM) (Exclu)
- Resonance of Fate
- Ridge Racer 7
- Ridge Racer: Unbounded
- Rio
- Rise of the Argonauts
- Rock Band
- Rock Band 2
- Rock Band : Classic Rock Track Pack
- Rock band : Country Track Pack 2
- Rock Band : Metal Track Pack
- Rock Band Song Pack 2
- Rock of the Dead
- Rock Revolution
- Rogue Warrior
- Rois de la glisse, Les
- Rugby League Live
- Rune Factory Oceans
- R.U.S.E. (compatible PSM)

## S
- Saboteur, The
- Sacred 2: Fallen Angel
- Saints Row 2
- Saints Row: The Third
- Saints Row IV (M)
- Saw
- Saw II: Flesh and Blood
- SBK-08 Superbike World Championship
- SBK-09 Superbike World Championship
- SBK X: Superbike World Championship
- SBK 2011 FIM Superbike World Championship
- Scene It? Bright Lights! Big Screen!
- Sega Golf Club
- Sega Rally
- Sega Megadrive Ultimate Collection
- Sega Superstars Tennis
- Seigneur des Anneaux, Le : l'Âge des conquêtes
- Seigneur des Anneaux, Le : La Quête d'Aragorn (compatible PSM)
- Sengoku Basara: Samurai Heroes
- Shaun White Snowboarding
- Shellshock 2: Blood Trails
- Shrek 4 - Il Était une Fin
- Silent Hill: Downpour
- Silent Hill: Homecoming
- Silent Hill Hd - Collection
- Simpson, Les : le Jeu
- Sims 3, Les
- Sing It
- Sing It: High School Musical 3 - Nos années lycée
- Sing It: Les Plus Belles Chansons des Films Disney
- Sing It: Pop Hits
- SingStar
- SingStar ABBA
- SingStar Dance (compatible PSM)
- SingStar Hits
- SingStar Hits 2
- SingStar Motown
- SingStar Pop Edition
- SingStar Queen
- Singstar The Beatles Rock Band
- SingStar Vol.2
- SingStar Vol.3
- Singularity
- Siren: Blood Curse
- Skate
- Skate 2
- Skate 3
- Sky Gods
- Sleeping Dogs
- Sly Cooper : Voleurs à travers le temps
- Sly Trilogy, The
- Ghost Warrior (M)
- Sniper: Ghost Warrior 2 (M)
- Sniper Elite V2 (M)
- Sniper Elite V3
- SOCOM: Confrontation
- SOCOM: Special Forces (compatible PSM)
- Soldier of Fortune: Payback
- Sonic Generations
- Sonic and Sega All-Stars Racing
- Sonic and All-Stars Racing Transformed
- Sonic the Hedgehog
- Sonic Unleashed
- SOS Fantômes : le Jeu vidéo
- SoulCalibur IV (M)
- SoulCalibur V (M)
- South Park : Le Bâton de la vérité
- Spider-Man : Aux frontières du temps
- Spider-Man : Dimensions
- Spider-Man : Le Règne des ombres
- Spider-Man 3
- Splatterhouse
- Split/Second Velocity (compatible PSM)
- Sports Champions (compatible PSM)
- Sports Champions 2 (compatible PSM)
- SSX
- Starhawk (M)
- Star Ocean: The Last Hope International
- Star Wars : Le Pouvoir de la Force
- Star Wars : Le Pouvoir de la Force 2
- Star Wars: The Clone Wars - Les Héros de la République
- Start the Party! (compatible PSM)
- Steambot Chronicles 2
- Steins;Gate
- Stormrise
- Stranglehold
- Street Fighter IV
- Street Fighter X Tekken (M)
- Stuntman: Ignition
- SuperCar Challenge
- Superstars V8 Racing
- Super Street Fighter IV (M)
- Super Street Fighter IV: Arcade Edition (M)
- Swords and Soldiers (compatible PSM)
- Sword Art Online: Lost Song - J

## T
- Tales of Berseria - J
- Tales of Graces F
- Tales of Symphonia Chronicles
- Tales of Vesperia - J
- Tales of Xillia
- Tales of Xillia 2
- Tales of Zestiria
- Team Fortress 2[2]
- Tears to Tiara
- Tekken 6 (M)
- Tekken Hybrid
- Tekken Tag Tournament 2
- Tekken X Street Fighter (M)
- Tempête de boulettes géantes
- Terminator Renaissance
- Terraria (M)
- The Amazing Spider-Man
- The Amazing Spider-Man 2
- The Bureau: XCOM Declassified
- The Elder Scrolls IV : Oblivion
- The Elder Scrolls V : Skyrim
- The Fight (compatible PSM)
- The Idolmaster 2 - J
- The Last of Us (M)
- The Shoot (compatible PSM)
- The Walking Dead
- The Walking Dead: Survival Instinct
- The Witch and the Hundred Knight
- Thief
- This is Vegas
- Thor : Dieu du tonnerre
- Tiger Woods PGA Tour 07
- Tiger Woods PGA Tour 08
- Tiger Woods PGA Tour 09
- Tiger Woods PGA Tour 10
- Tiger Woods PGA Tour 11 (compatible PSM)
- Tiger Woods PGA Tour 12
- Tiger Woods PGA Tour 13
- Tiger Woods PGA Tour 14
- Tiger Woods PGA Tour Online
- Time Crisis: Razing Storm (compatible PSM)
- Time Crisis 4
- TimeShift
- TNA iMPACT!
- Toca Race Driver GRID
- Toki to Towa
- Tokyo Jungle
- Tom Clancy's EndWar
- Tom Clancy's Ghost Recon Advanced Warfighter 2
- Tom Clancy's Ghost Recon: Future Soldier (M)
- Tom Clancy's H.A.W.X
- Tom Clancy's Rainbow Six: Vegas
- Tom Clancy's Rainbow Six: Vegas 2
- Tom Clancy's Splinter Cell: Blacklist (M)
- Tom Clancy's Splinter Cell: Double Agent
- Tomb Raider
- Tomb Raider: Trilogy
- Tomb Raider: Underworld
- Tony Hawk: Ride
- Tony Hawk's Project 8
- Tony Hawk's Proving Ground
- Top Spin 3
- Top Spin 4
- Tornado Outbreak
- Toybox Turbos
- Toy Story 3 (compatible PSM)
- Toy Story Mania (compatible PSM)
- Transformers : La Chute de Cybertron
- Transformers : La Guerre pour Cybertron
- Transformers : La Revanche
- Transformers 3 : La Face cachée de la Lune
- Transformers, le jeu
- Transformers: Rise of the Dark Spark
- Trinity: Souls of Zill O'll
- Trinity Universe
- Trivial Pursuit
- Tron Evolution (compatible PSM)
- Truck Racer
- Tumble (compatible PSM)
- Turning Point: Fall of Liberty
- Turok
- TV Superstars (compatible PSM)
- Twisted Metal

## U
- UEFA Euro 2008
- UFC 2009 Undisputed
- UFC 2010 Undisputed
- UFC Undisputed 3
- Ultimate Marvel vs. Capcom 3 (M)
- Ultra Street Fighter 4
- Uncharted: Drake's Fortune (Exclu)
- Uncharted 2: Among Thieves (Exclu) (M)
- Uncharted 3: L'illusion de Drake (Exclu) (M)
- Unreal Tournament 3
- Untold Legends: le Royaume des ténèbres

## V
- Valkyria Chronicles
- Vampire Rain: Altered Species
- Vancouver 2010
- Vanquish
- Viking: Battle of Asgard
- Virtua Fighter 5
- Virtua Tennis 3
- Virtua Tennis 4 (compatible PSM)
- Virtua Tennis 2009
- Volt, star malgré lui

## W
- WALL-E
- Wangan Midnight
- Wanted : Les Armes du destin (Wanted: Weapons of Fate)
- WarDevil: Enigma
- Warhawk (M)
- Warriors Orochi Z
- Watch Dogs
- Watchmen: The End is Nigh
- Way of the Samurai 3
- Way of the Samurai 4
- WET
- Wheelman, The
- White Album
- White Knight Chronicles (M)
- White Knight Chronicles 2 (M)
- Winning Post 7: Maximum 2007
- Winning Post 7: Maximum 2008
- Winning Post World
- Winter Sports 2010
- WipEout HD (M)
- Witches
- Wolfenstein
- Wolfenstein: The New Order
- Wonderbook: Book of Spells (M)
- World Championship Off Road Racing
- World Series of Poker 2008
- World Snooker Championship 2007
- WRC
- WRC 2
- WRC 3
- WSC Real 08: World Snooker Championship
- WWE Legends of WrestleMania (M)
- WWE SmackDown vs. Raw 2008 (M)
- WWE SmackDown vs. Raw 2009 (M)
- WWE SmackDown vs. Raw 2010 (M)
- WWE SmackDown vs. Raw 2011 (M)
- WWE '12 (M)
- WWE '13 (M)
- WWE 2K14 (M)
- WWE 2K15 (M)

## X
- X-Blades
- XCOM: Enemy Unknown
- XCOM: Enemy Within
- X Edge
- X-FACTOR
- X-Men: Destiny
- X-Men Origins: Wolverine

## Y
- Yaiba: Ninja Gaiden Z
- Yakuza 1 and 2 HD Edition - J
- Yakuza 3
- Yakuza 4
- Yakuza 5 - J
- Yakuza Ishin - J
- Yakuza Kenzan! - J
- Yakuza: Dead Souls
- Yamasa Digi World SP Bounty Killer - J
- Yamasa Digi World SP Pachi-Slot Samurai Warriors - J
- Yoostar 2 (compatible PSM)
- You Don’t Know Jack - O

## Z
- Zack Zero
- Zumba Fitness (compatible PSM)
- Zumba Fitness 2
- Zombeer
- Zombie Driver
- Zone of the Enders Collection